# 신주시
신주시(중국어 정체자: 新竹市, 병음: Xīnzhú Shì, 한자음: 신죽시, 영어: Hsinchu)는 대만의 성할시이다. TSMC 본사와 공장 등 IT관련 공장과 기업이 집중하고 있기 때문에 '대만의 실리콘밸리'로 불리고 있다.

## 역사
신주시의 옛 명칭은 죽참(竹塹)이며, 청대에 신죽(新竹)으로 개명되었다. 일본 통치 시대인 1920년, 신치쿠 가(新竹街)가 설치되었고 1930년의 지방 행정개제에 의해 시로 승격했다. 1941년, 고잔 장(香山庄) 전역 및 규코 장(旧港庄), 롯카 장(六家庄)의 일부를 통합해 행정구역을 확대하였고 밑으로 25구를 설치했다.
2차 대전 후인 1945년 10월 25일, 타이완 행정 장관은 타이완 총독으로부터의 행정권의 위양을 받아 11월 5일에 접관위원회의 조직을 공포하였고 11월 8일에 신주 주 접관위원이 신주에 도착해 행정권 이양 작업이 시작되었다. 11월 17일에 신주시 정부, 11월 30일에 일본 통치 시대의 25구를 9구로 개편해 신주현에 귀속되었다. 신주현 행정부는 이듬해 2월 28일에 타오위안으로 옮겨졌고 신주시는 성할시로 개편되었으며 둥, 시, 난, 베이, 주둥, 바오산, 샹산의 7구가 설치되었다.
1950년 10월 25일에 중국 국민당 정부하에서 지방 행정제 개편을 실시해 신주시가 신주현 관할하의 관시, 신부의 2진, 후커우, 훙마오, 주베이, 헝산, 충린, 베이부, 어메이의 7향, 젠스, 우펑의 2산지향와 병합해 신주현으로 개편되었고 현 정부를 신주시에 설치했으며 새로이 타오위안현, 먀오리현이 설치되었다.
1951년 12월 1일, 둥, 시, 난, 베이의 4구를 통합해 현할시를 설치했고 1982년 7월 1일에는 신주현이 관할하고 있던 샹산향을 신주시에 통합해 성할시로 승격, 현재에 이르고 있다.

## 인구
| 연도 | 인구    | ±%    |
| --- | ------- | ----- |
| 1985 | 304,010 | —     |
| 1990 | 324,426 | +6.7% |
| 1995 | 340,255 | +4.9% |
| 2000 | 368,439 | +8.3% |
| 2005 | 394,757 | +7.1% |
| 2010 | 415,344 | +5.2% |
| 2015 | 434,060 | +4.5% |
| Source:“Populations by city and country in Taiwan”. Ministry of the Interior Population Census. 2017년 12월 16일에 원본 문서에서 보존된 문서. 2021년 2월 7일에 확인함. |         |       |

## 지리
대만 북서부에 위치하고 겨울에 계절풍이 극히 강하기 때문에 '펑청'(風城, 풍성)이라는 별명을 가지고 있다. 북쪽과 동쪽은 신주현, 남쪽은 먀오리현과 접하고 서쪽은 대만 해협에 면한다.

### 기후
신주시의 기후는 아열대 해양성 기후이다. 2월부터 9월까지 우기에 해당하고 특히 남서 계절풍이 부는 4월 말부터 8월까지 비가 많이 오며 5월부터 6월초까지는 메이위 기간에 해당한다. 6월부터 9월까지는 고온 다습한 반면에 10월부터 12월은 가장 지내기 좋은 시기이다. 신주는 바다에서 부는 동풍의 영향을 받는다. 도시는 태풍과 지진 같은 자연 재해에 빈번히 노출되어 있다.
| 신주시의 기후                                                               | 신주시의 기후 | 신주시의 기후 | 신주시의 기후 | 신주시의 기후 | 신주시의 기후 | 신주시의 기후 | 신주시의 기후 | 신주시의 기후 | 신주시의 기후 | 신주시의 기후 | 신주시의 기후 | 신주시의 기후 | 신주시의 기후   |
| 월                                                                          | 1월           | 2월           | 3월           | 4월           | 5월           | 6월           | 7월           | 8월           | 9월           | 10월          | 11월          | 12월          | 연간            |
| --------------------------------------------------------------------------- | ------------- | ------------- | ------------- | ------------- | ------------- | ------------- | ------------- | ------------- | ------------- | ------------- | ------------- | ------------- | --------------- |
| 역대 최고 기온 °C (°F)                                                      | 30.3 (86.5)   | 30.6 (87.1)   | 33.8 (92.8)   | 34.1 (93.4)   | 35.5 (95.9)   | 37.4 (99.3)   | 38.0 (100.4)  | 39.4 (102.9)  | 38.8 (101.8)  | 37.9 (100.2)  | 34.4 (93.9)   | 31.1 (88.0)   | 39.4 (102.9)    |
| 일평균 최고 기온 °C (°F)                                                    | 19.1 (66.4)   | 19.4 (66.9)   | 21.6 (70.9)   | 25.6 (78.1)   | 28.9 (84.0)   | 31.5 (88.7)   | 33.2 (91.8)   | 32.8 (91.0)   | 31.2 (88.2)   | 28.0 (82.4)   | 25.1 (77.2)   | 21.1 (70.0)   | 26.5 (79.6)     |
| 일일 평균 기온 °C (°F)                                                      | 15.7 (60.3)   | 16.0 (60.8)   | 18.0 (64.4)   | 21.9 (71.4)   | 25.2 (77.4)   | 27.9 (82.2)   | 29.3 (84.7)   | 28.9 (84.0)   | 27.3 (81.1)   | 24.4 (75.9)   | 21.5 (70.7)   | 17.7 (63.9)   | 22.8 (73.1)     |
| 일평균 최저 기온 °C (°F)                                                    | 13.1 (55.6)   | 13.4 (56.1)   | 15.2 (59.4)   | 18.9 (66.0)   | 22.2 (72.0)   | 24.9 (76.8)   | 26.0 (78.8)   | 25.8 (78.4)   | 24.4 (75.9)   | 21.8 (71.2)   | 18.8 (65.8)   | 15.1 (59.2)   | 20 (68)         |
| 역대 최저 기온 °C (°F)                                                      | −0.1 (31.8)   | 3.5 (38.3)    | 3.4 (38.1)    | 4.9 (40.8)    | 11.7 (53.1)   | 14.7 (58.5)   | 20.2 (68.4)   | 18.9 (66.0)   | 14.7 (58.5)   | 9.5 (49.1)    | 6.6 (43.9)    | 4.0 (39.2)    | −0.1 (31.8)     |
| 평균 강수량 mm (인치)                                                       | 75.7 (2.98)   | 123.0 (4.84)  | 159.8 (6.29)  | 161.9 (6.37)  | 249.0 (9.80)  | 252.0 (9.92)  | 120.2 (4.73)  | 197.1 (7.76)  | 174.5 (6.87)  | 53.6 (2.11)   | 51.1 (2.01)   | 57.7 (2.27)   | 1,675.6 (65.95) |
| 평균 강수일수 (≥ 0.1 mm)                                                    | 9.8           | 11.3          | 13.5          | 12.7          | 12.0          | 10.6          | 7.9           | 10.7          | 8.9           | 5.5           | 6.8           | 8.0           | 117.7           |
| 평균 상대 습도 (%)                                                          | 78.3          | 80.4          | 79.6          | 78.4          | 78.1          | 77.0          | 74.3          | 75.9          | 74.5          | 73.8          | 75.5          | 76.3          | 76.8            |
| 평균 월간 일조시간                                                          | 106.7         | 91.0          | 101.0         | 111.6         | 145.4         | 185.0         | 240.6         | 209.7         | 193.5         | 190.0         | 144.8         | 126.1         | 1,845.4         |
| 출처: 중화민국 교통부 중앙기상국 (평년값: 1991년~2020년, 극값: 1938년~현재) |               |               |               |               |               |               |               |               |               |               |               |               |                 |

## 행정 구역
| 신주시에는 3개의 구가 있다: | 이름   |         | 인구        | 면적 |
|                             |        |         | 2015년 기준 | km2  |
| ■ 둥구                      | 東區   | 207,516 | 33.5768     |      |
| ■ 베이구                    | 北區   | 148,983 | 15.7267     |      |
| ■ 샹산구                    | 香山區 | 76,592  | 54.8491     |      |

## 교육
- 국립 칭화 대학 (國立清華大學)
- 국립 자오퉁 대학 (國立交通大學)

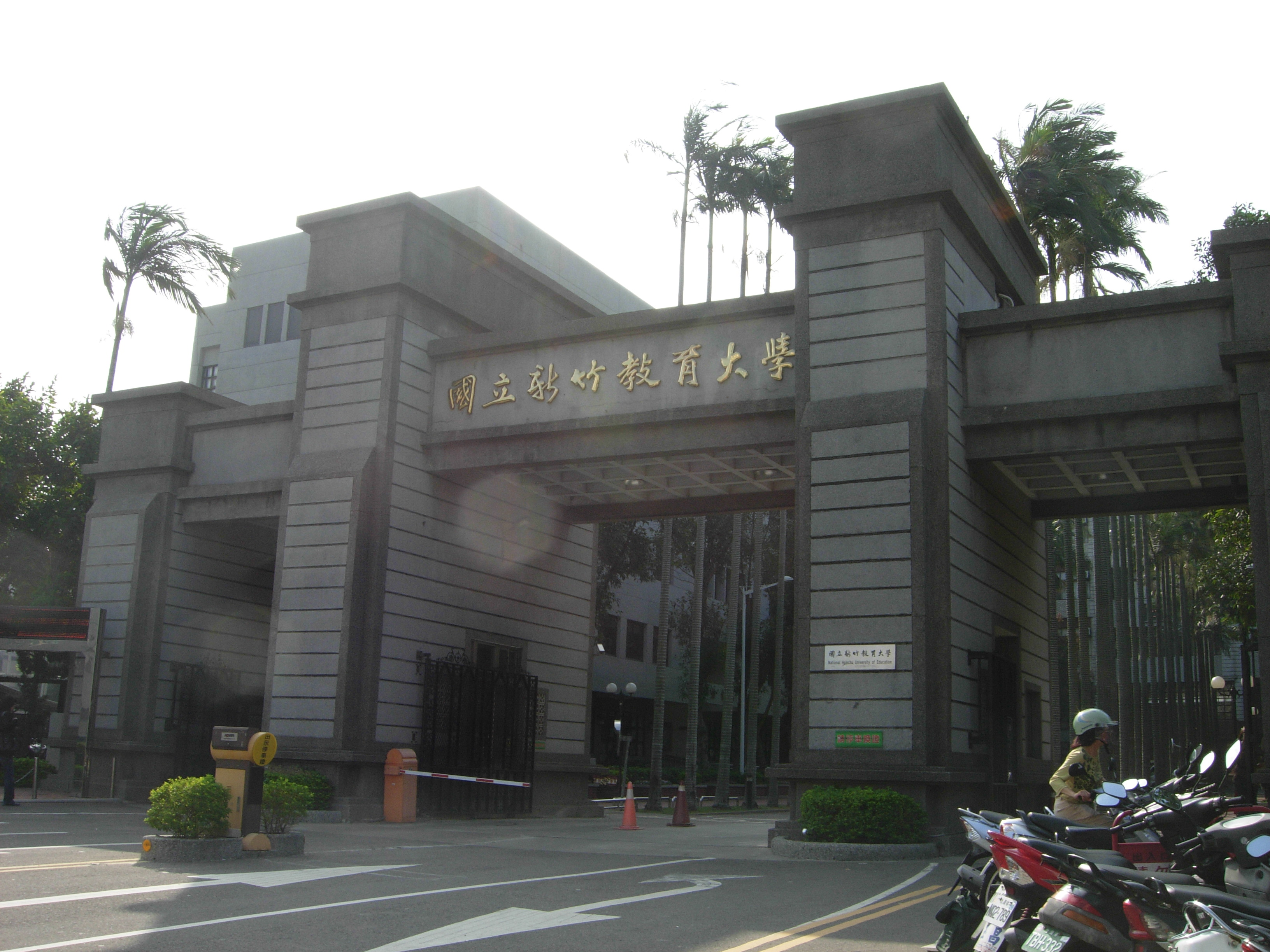
국립 신주 교육대학

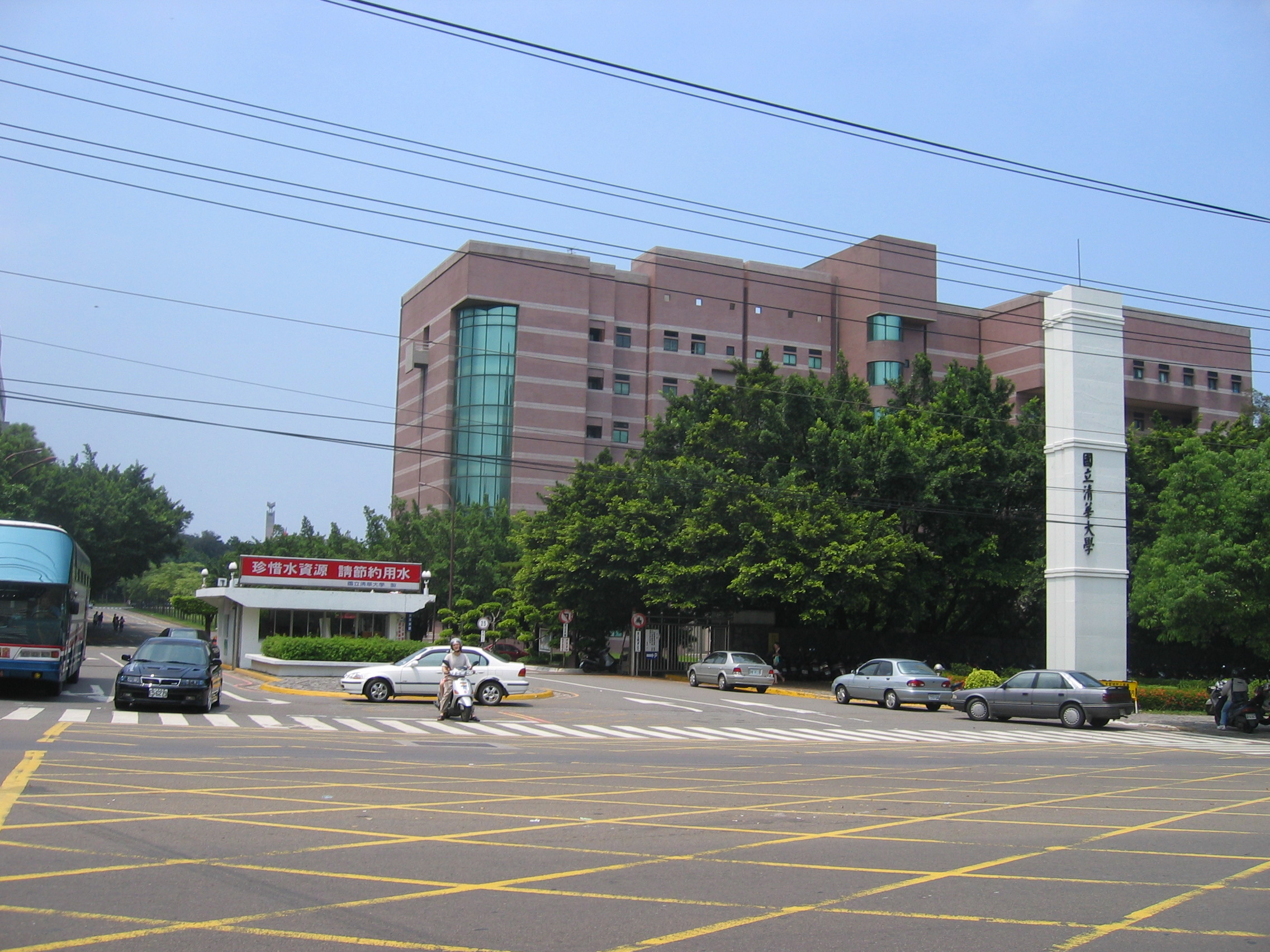
국립 칭화 대학

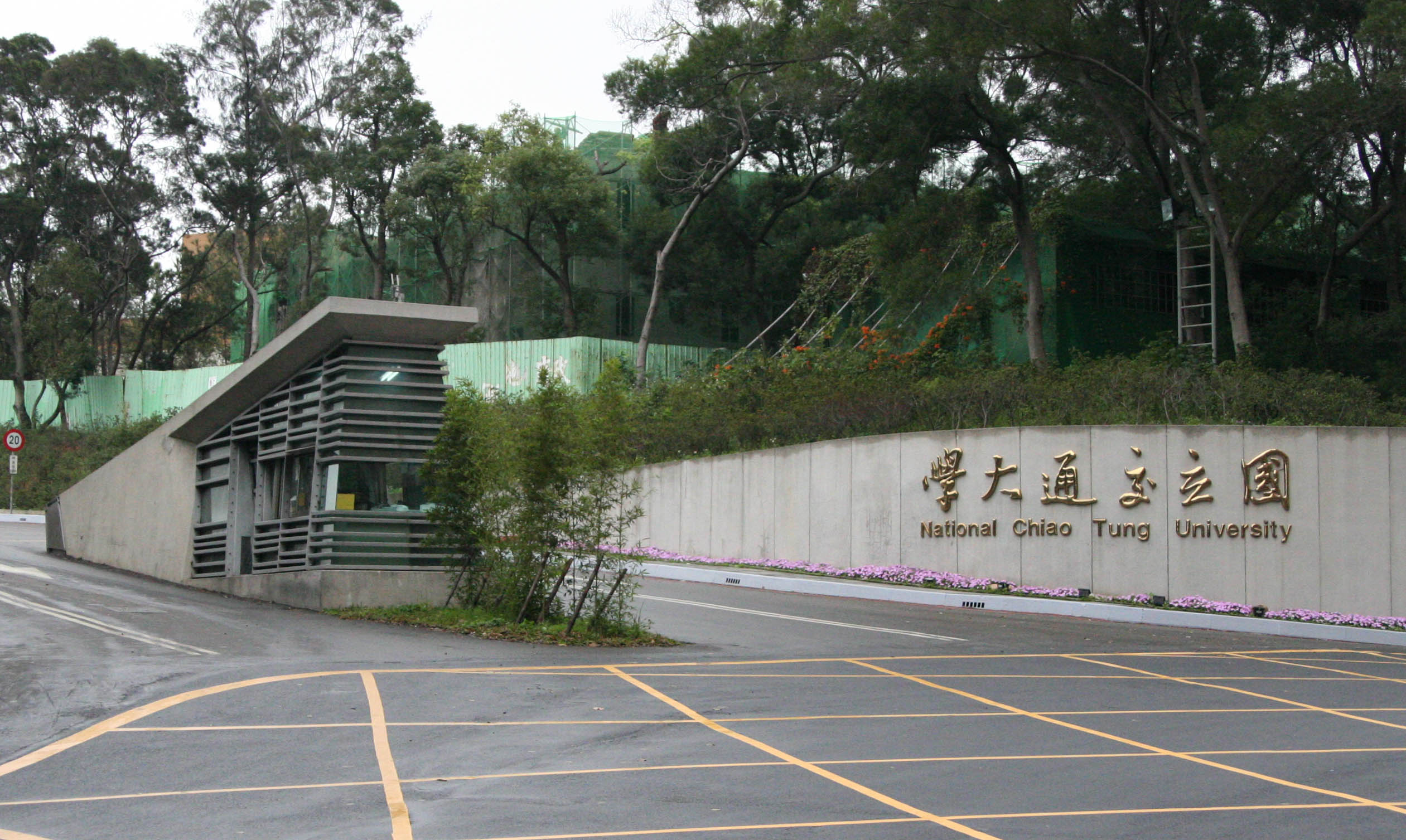
국립 자오퉁 대학

- 국립 신주 교육대학 (國立新竹教育大學)
- 중화 대학 (中華大學)
- 쉬안짱 대학 (玄奘大學)
- 위안페이 과기대학 (元培科技大學)

## 교통
- 대만 철로 관리국 서부간선(종관선)
  - (신주현) - 베이신주 역 - 신주 역 - 샹샨 역 - (먀오리현)

## 자매 도시
- 미국 워싱턴주 리칠랜드
- 미국 캘리포니아주 쿠퍼티노
- 미국 텍사스주 플래이노
- 미국 노스캐롤라이나주 캐리
- 미국 오리건주 비버튼
- 일본 오카야마현 오카야마시

## 같이 보기
- 대만의 도시 목록